# ايفريم سولماز
ايفريم سولماز (بالتركية: Evrim Solmaz)‏ (ولادة: 27 اغسطس 1972 -)، ممثلة تركية.

## عن حياتها
هي من مواليد انقرة عام 1972, تخرجت من الكونسرفتوار الدولي في مدينة أنقرة عام 1994، ثم درست فن الباليه لمدة 3 سنوات.وبعد إقامتها في مدينة إسطنبول، عملت في أول مسرحية مونولوج «أقحوانات جوموشسيو» عام 2004 كما تدربت على غناء الجاز، ركوب الخيل، الفلكور، عرض الازياء.

## حياتها الشخصية
تزوجت عام 2013 من رجل الأعمال التركي أردا شينير وحملت بمولودها ألاول.

## أعمالها

### من الأفلام
- مدرسة المشاغبين في المعسكر 2004
- الملثمون الخمسة 2005
- نساء بيزاء 2005

### من المسلسلات
- حكاية ملك 1996
- الكذبة البيضاء 2000
- القلب المجروح 2007
- مزرعة الهانم 2010
- نساء حائرات 2011 ، 2012 ، 2013 بدور «زيزي»
- قيامة أرطغرل 2015 في دور «آيتولون هاتون» (Aytolun Hatun)
- الغني والفقير 2019 بدور «ميرال»

### من المسرحيات
- عرس الدم 1994
- المغسلة 1994
- اوتو غرغرة 1996
- حكاية إسطنبول 1998
- أقحوانات جوموشسيو 2004

## روابط خارجية
- ايفريم سولماز على موقع IMDb (الإنجليزية)
- ايفريم سولماز على موقع قاعدة بيانات الفيلم (الإنجليزية)